# Phanis
Phanis is een kevergeslacht uit de familie van de boktorren (Cerambycidae). De wetenschappelijke naam van het geslacht werd voor het eerst geldig gepubliceerd in 1893 door Fairmaire.

## Soorten
Phanis omvat de volgende soorten:
- Phanis armicollis Fairmaire, 1893
- Phanis tanganjicae Breuning, 1978